# Assedio di Carlisle (novembre 1745)
Il primo assedio di Carlisle fu un importante evento della seconda insurrezione giacobita dove le forze leali al principe Carlo Edoardo Stuart catturano la città e il castello di Carlisle il 14-15 novembre 1745.

## Antefatto
Tra il 15 e 16 ottobre 1745, 200 soldati giacobiti comandati da Simon Fraser capo del Clan Fraser di Lovat tentano di catturare Duncan Forbes Lord Culloden che era il Lord Presidente della Corte di Sessione, l'ufficiale legale più autoritario in Scozia e assaltano la sua casa ma senza successo.
Il leader giacobita Carlo Edoardo Stuart aveva ricevuto informazioni sul fatto che il comandante britannico, il Generale George Wade stava avanzando da Newcastle per alleviare l'assedio su Carlisle ed era già arrivato ad Hexham. Carlo Stuart aveva deciso di attaccarlo su un terreno collinare tra Newcastle e Carlisle. Lasciando poi una forza sufficiente per bloccare la città partì con il resto del suo esercito la mattina dell'11 novembre 1745.
Stuart raggiunse Brampton verso le dieci e inviò un gruppo di cavalli guidati da un colonnello in direzione di Hexham per fare una ricognizione e ordinare ai suoi uomini di alloggiare per la notte. Il colonnello tornò con la notizia che la marcia di Wade era fasulla quindi Carlo si trattenne due giorni a Brampton senza avere notizie del nemico quindi si tenne un consiglio di guerra al quale furono offerte diverse opzioni. Una di queste era che Carlo dovesse marciare su Newcastle e dare battaglia a Wade. Alcuni membri del consiglio pensavano che questa sarebbe stata una mossa pericolosa, perché se avessero sconfitto Wade il suo esercito avrebbe potuto rifugiarsi a Newcastle che era impossibile per loro prendere. Altre opinioni includevano il ritorno in Scozia fino a quando non fossero raggiunti da un contingente più grande di alleati.
Lord George Murray era un rispettato comandante giacobita il cui padre, il duca di Atholl (capo del Clan Murray) in effetti sosteneva il governo britannico. Lord George si oppose a tutte queste opinioni e propose che metà delle loro forze rimanesse a Brampton mentre l'altra metà avrebbe assediato Carlisle. James Drummond, III duca di Perth sostenne l'opinione di Murray e si offrì di assumere il comando della parte dell'esercito che avrebbe attaccato Carlisle se Murray avesse preso il comando dell'intera operazione. A questo punto il gruppo di soldati che avrebbe preso l'iniziativa di attacco lasciò il corpo principale dell'esercito per tagliare legna nei boschi di Corby e Warwick per costruire scale e carrozze.

## L'assedio
Il 13 novembre verso mezzogiorno apparvero davanti alla città i reggimenti designati per l'attacco a Carlisle. Lord George Murray si stabilì a Harbery e inviò i suoi uomini nei villaggi intorno al paese per interrompere ogni comunicazione con essa. La squadra d'assedio si è aperta una breccia a colpi di moschetto contro le mura mentre la guarnigione della città sparava costantemente verso i nemici ma poiché i giacobiti approfittarono del buio della notte non ricevettero feriti. I giacobiti presto raccolsero tutti i loro cannoni che consistevano di tredici pezzi. La mattina seguente del 14, i difensori continuarono il loro fuoco con scarso effetto e gli assedianti giacobiti, invece di rispondere al fuoco, alzarono i loro berretti e i loro forconi in segno di scherno.
Nel frattempo allarmati dei preparativi dei futuri attacchi e dalla situazione all'interno della città, si tenne una riunione degli abitanti che decisero di cedere la città. Per sette giorni gli abitanti furono tenuti in costante allarme dalla presenza dei giacobiti a Brampton. Molti degli abitanti si rifiutarono di difendere la città a causa di malattie e molti di loro sgattaiolarono fuori dalle mura. Una bandiera bianca fu esposta sopra una parete e un messaggero fu inviato al duca di Perth per richiedere i termini finali. Tuttavia il principe Carlo si rifiutò di concedere condizioni alla città a meno che anche il castello di Carlisle non fosse stato consegnato.
Il colonnello Durand, comandante del castello, accettò di cedere la fortezza insieme alla città. Le condizioni erano che le libertà e le proprietà degli abitanti compresi i privilegi della città fossero conservati inviolati, che entrambe le guarnigioni avrebbero dovuto prestare giuramento di non prestare servizio di nuovo contro la casa di Stuart per un anno, erano autorizzati a ritirarsi e che tutte le armi e munizioni del castello e della città insieme ai cavalli sarebbero stati consegnati al principe. Questa capitolazione fu firmata dal duca di Perth e dal colonnello Durand la notte del 14 novembre 1745.
La mattina successiva del 15 il duca di Perth, James Drummond, entrò in città alla testa del suo reggimento e fu seguito da altri reggimenti all'una del pomeriggio. Il castello di Carlisle, tuttavia non si arrese fino al mattino successivo. Il duca di Perth strinse la mano agli uomini della guarnigione, disse loro che erano soldati coraggiosi e offrì loro un cospicuo riscatto per arruolarsi al servizio del principe. Il sindaco e i suoi attendenti andarono a Brampton e consegnarono le chiavi della città al principe. Il duca trovò nel castello 1000 armature oltre a quelle della milizia. Trovò anche 200 buoni cavalli e una grande quantità di effetti preziosi che erano stati lasciati lì dai signori per sicurezza.

## Conseguenze
Il giorno successivo alla resa, il Cavaliere di San Giorgio fu proclamato in città con le solite formalità, e per dare maggiore clamore alla cerimonia, il sindaco e gli assessori furono costretti ad assistere con la spada e la mazza di fronte a loro. Insieme alle manifestazioni precedenti fu letta anche un'altra dichiarazione per l'Inghilterra, proveniente da Roma e datata 23 dicembre 1743. Dopo la proclamazione del Cavaliere e la lettura di diversi manifesti, la corporazione andò incontro al principe che entrò in città salutato dall'artiglieria.
Per molti punti di vista la cattura di Carlisle sarebbe stata di grande importanza per il principe Carlo Edoardo Stuart, se fosse stato abbastanza forte da avvalersi dello stato di apprensione che questo evento aveva suscitato e la successiva futura avanzata verso il cuore dell'Inghilterra che avrebbe portato il regno in subbuglio, ma i suoi mezzi però furono ben presto ritenuti inadeguati per raggiungere il suo fine. Anche se le sue risorse fossero state molto più grandi di quelle che effettivamente aveva, sembra che il dubbio e i dissensi che cominciarono ad influenzare il suo giudizio avrebbero resi vani i suoi sforzi per raggiungere il suo obiettivo.
Durante la ritirata dei giacobiti di Carlo Edoardo Stuart nel 1746 ordinò che il reggimento di Manchester fosse lasciato a presidiare Carlisle in modo che "continuasse a tenere almeno una città in Inghilterra". L'esercito di Hannover sotto Cumberland in seguito assediò e prese Carlisle. Ancora oggi ospita la King's Own Royal Border Regiment.